# سفينة نوح (كتاب لأحمد غلام القادياني)
سفينة نوح كتاب كتبه ميرزا غلام أحمد، أول خليفة للجماعة الأحمدية، في عام 1902. الكتاب في موضوع العقيدة الأحمدية ويحاول التعبير عنها باختصار وأيضًا تشجيع أتباع الجماعة على تبني الأخلاق والإصلاح الروحاني حسب رؤية ميرزا علام. في الكتاب، ميرزا غلام يشرح كيفية الجرح والتعديل في صحة الأحاديث عند الأحمدية. كان يُنشر الكتاب بلغة الأوردو أصلاً وثم تُرجم أولًا إلى اللغة الإنغليزية في عام 1958 (تحت عنوان "Our teachings" يعني "تعاليمنا") وثانيًا إلى اللغة العربية في عام 2012. يمكن تحميله من موقعهم الرسمي مجانًا.